# Sulfonamide (thuốc)

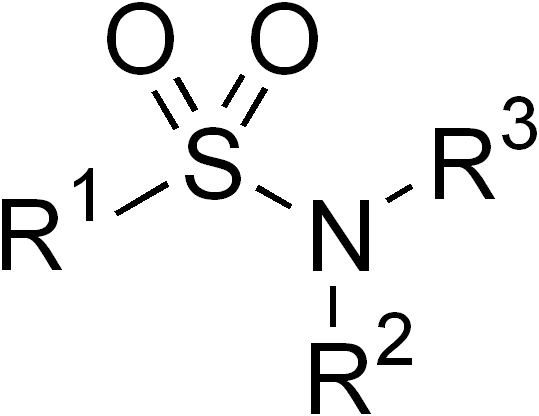
Nhóm chức sulfonamide

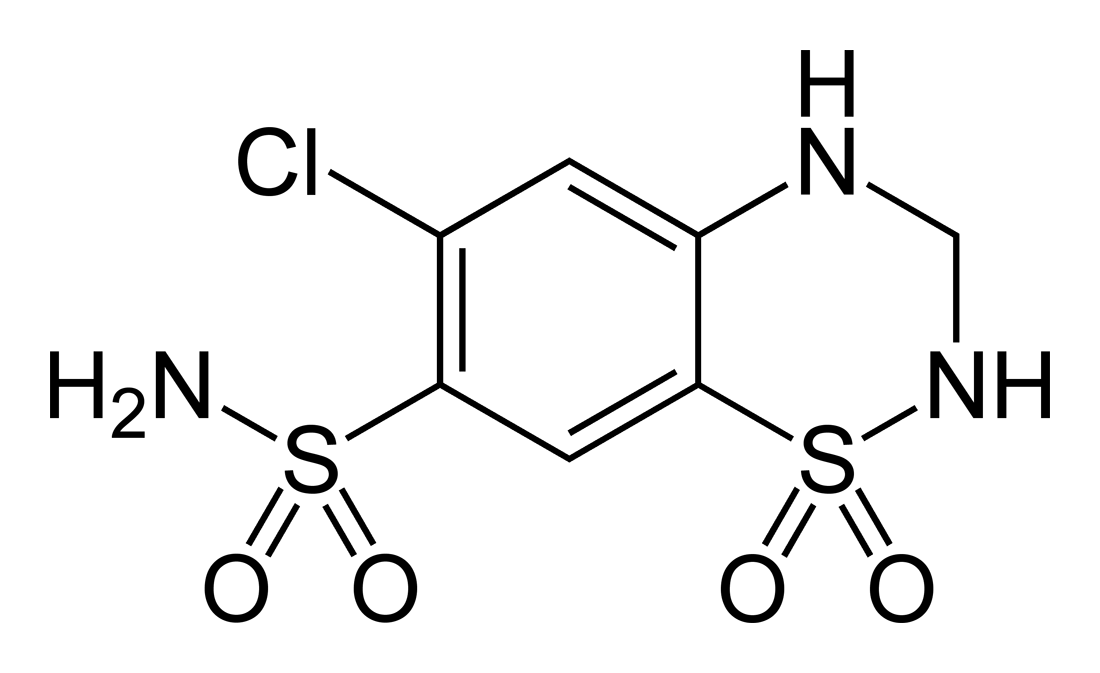
Hydrochlorothiazide là một sulfonamide và một thiazide.

Furosemide là một sulfonamide, nhưng không là một thiazide.

Sulfonamide (hoặc được gọi là thuốc Sulfa, thuốc kháng sinh) là một trong những nhóm thuốc cơ bản. Các kháng sinh Sulfa ban đầu là các chất chống vi sinh vật chứa nhóm sulfonamide. Một số Sulfa không có hoạt tính chống vi khuẩn như thuốc chống co giật sultiame. Các sulfonylurea và lợi tiểu thiazide là các nhóm thuốc mới dựa trên các kháng sinh Sulfa.
Vi khuẩn lao sẽ không bị tác động.